# ليزلي ويلسون (سياسي)
ليزلي ويلسون (بالإنجليزية: Leslie Orme Wilson)‏ هو سياسي بريطاني، ولد في 1 أغسطس 1876 في لندن في المملكة المتحدة، وتوفي في 29 سبتمبر 1955 في المملكة المتحدة بسبب حادث مرور. حزبياً، نشط في حزب المحافظين.

## مناصب
- في الانتخابات الفرعية في مجلس العموم البريطاني [الإنجليزية]‏، انتخب عضو برلمان المملكة المتحدة الـ30 عن دائرة Reading ‏ (8 نوفمبر 1913 – 25 نوفمبر 1918).
- في الانتخابات العمومية البريطانية 1918 [الإنجليزية]‏، انتخب عضو برلمان المملكة المتحدة الـ31 عن دائرة Reading ‏ (14 ديسمبر 1918 – 26 أكتوبر 1922).
- في 1922 Portsmouth South by-election [الإنجليزية]‏، انتخب عضو برلمان المملكة المتحدة الـ32 عن دائرة بورتسموث الجنوبية (13 ديسمبر 1922 – 26 يوليو 1923).
- انتخب عضو مجلس الشورى البريطاني.